# Walter Frederick Gale
Walter Frederick Gale (Paddington, 27 novembre 1865 – Waverly, 1º giugno 1945) è stato un astronomo amatoriale australiano.

## Biografia
Di professione banchiere, Gale si avvicinò all'astronomia dopo l'apparizione della Grande Cometa del 1882. Due anni dopo costruì in proprio il suo primo telescopio, un rifrattore con uno specchio di 18 cm di diametro.
Scoprì in modo indipendente sette comete, tre delle quali portano il suo nome: le comete non periodiche C/1894 G1 (Gale) e C/1912 R1 (Gale) e la cometa perduta 34D/Gale.
Scoprì inoltre cinque stelle doppie, identificate dal prefisso GLE, e diversi oggetti del profondo cielo, tra i quali la nebulosa planetaria IC 5148 nella Gru.
Appassionato osservatore dei pianeti Marte, Giove e Saturno, descrisse nel 1892 oasi e canali di Marte.
Membro della British Astronomical Association e, dal 1893, della Royal Astronomical Society, ricevette la Medaglia Jackson-Gwilt nel 1935 per "le scoperte di comete e il suo lavoro per l'astronomia nel Nuovo Galles del Sud".
Il cratere Gale su Marte, nel quale è atterrato il 6 agosto 2012 il rover Curiosity della NASA, è così chiamato in suo onore.